# Hedysarum multijugum
Hedysarum multijugum är en ärtväxtart som beskrevs av Carl Maximowicz. Hedysarum multijugum ingår i släktet buskväpplingar, och familjen ärtväxter. Inga underarter finns listade i Catalogue of Life.